# گراوند (اسلام‌آباد غرب)
گراوند (اسلام‌آبادغرب)، از توابع بخش حمیل شهرستان اسلام‌آباد غرب در استان کرمانشاه است.

## جمعیت
این روستا در دهستان هرسم قرار دارد و براساس سرشماری مرکز آمار ایران در سال ۱۳۹۵، جمعیت آن ۸۴۵ نفر (۲۶۵ خانوار) بوده است.